# パトリック・ファーパレ
パトリック・ファーパレ（Patrick Fa'apale、1991年3月6日 - ）は、サモアのラグビーユニオン選手。

## プロフィール
- サモア出身[1]。
- ポジションはスタンドオフ(SO)。
- 身長 179cm、体重 90kg
- 7人制サモア代表に選ばれたことがある[2]。
- サモア代表キャップは14（2025年4月現在）でワールドカップ2015のサモア代表に選ばれた[3]。

## 略歴
フィアンメ・オーロを経て、2019年、マヌマ・サモアに加入。